# Legio II Parthica
Legio secunda Parthica ('Druga partska legija) bila je rimska legija koju je car Septimije Sever osnovao 197. radi pohoda na Partsko Carstvo, po čemu je dobila nadimak (cognomen) Parthica. Simboli su joj bili bik i kentaur.
Na pohodu protiv Parta se istakla zauzimanjem Ktesifona, a nakon čega ju je Sever povukao u Italiju, gdje je za nju podigao logor poznat kao Castra Albana. Tamo je trebala služiti i kao strateška rezerva rimske vojske, ali i sredstvo za odvraćanje potencijalnih uzurpatora i zavođenje reda u samog Rimu. Sever ju je poslije doveo u Britaniju gdje je sudjelovala u pohodima na sjeveru, a potom se vratila na Istok gdje je 217. njen zapovjednik Makrin ubio Karakalu i proglasio se za cara. Međutim, već sljedeće godine se odmetnula od Makrina i prebjegla Elagabalu, olakšavši njegov dolazak na vlast. 230-ih je bila smještena u Germaniji gdje je 235. ubijen Aleksandar Sever. Poslije toga se opredijelila za Maksimina Tračanina i sudjelovala u njegovom maršu na Rim; međutim, čim su vojnici zaključili da protiv sebe imaju nadmoćne snage, ubili su Maksimina i na taj način dobili pomilovanje od Senata. Poslije toga je u 4. stoljeću služila na Istoku. Posljednji put se spominje godine 400. godine. 